# Yves Hocdé
Yves Hocdé (ur. 29 kwietnia 1973 w Nantes) – francuski wioślarz. Złoty medalista olimpijski z Sydney.
Igrzyska w 2000 były jego jedyną olimpiadą. Triumfował w czwórce wagi lekkiej. Oprócz niego osadę tworzyli Jean-Christophe Bette, Laurent Porchier i Xavier Dorfmann. Wielokrotnie stawał na podium mistrzostw świata, w tym zostawał złotym medalistą: w 2001 w ósemce wagi lekkiej. W 1997 (czwórka bez sternika wagi lekkiej) i 1998 (czwórka bez sternika wagi lekkiej) sięgał po srebro, a w 1999 (czwórka bez sternika wagi lekkiej) i 2001 (czwórka bez sternika wagi lekkiej) po brąz tej imprezy. W różnych konkurencjach był medalistą mistrzostw Francji.